# Lee Payne
Lee Payne (Luton, 12 december 1966), een voormalig Engels voetballer van onder meer Newcastle United, Reading FC en FC Emmen. Vanwege een knieblessure kwam er eerder eind aan zijn carrière dan gepland. Tegenwoordig is hij spelersmakelaar nadat hij eerder een korte tijd als scout heeft gewerkt.

## Carrière
| Periode   | Club             | Wedstrijden | Goals |
| --------- | ---------------- | ----------- | ----- |
| 1985-1987 | Hitchin Town FC  | 22          | 5     |
| 1987-1988 | Barnet FC        | 5           | 0     |
| 1988-1989 | Newcastle United | 7           | 0     |
| 1989-1990 | Reading FC       | 27          | 3     |
| 1990-1991 | BV Veendam       | 32          | 10    |
| 1991-1994 | Emmen            | 25          | 2     |
| 1994-1996 | BV Veendam       | 6           | 1     |
| 1996-1998 | WKE              |             |       |

## Trivia
- Payne spreekt vloeiend Engels, Nederlands en Portugees[2]